# 韋爾洛克
50°29′28″N 29°9′59″E / 50.49111°N 29.16639°E
韋爾洛克（羅馬化：Verlok）是烏克蘭北部的村莊，隸屬日托米爾州的日托米爾區。該村始建於1753年，面積3.29平方公里，海拔高度172米，2001年人口570。